# Livingstonita
La livingstonita és un mineral de la classe dels sulfurs. Va ser descoberta l'any 1874 al municipi de Huitzuco dels Figueroa, a l'estat de Guerrero (Mèxic). Rep el nom de l'explorador britànic David Livingstone (1813-1873).

## Característiques
Químicament, la livingstonita és un complex sulfur antimonur de mercuri. Cristal·litza en el sistema monoclínic, formant agulles allargades [010]. També s'hi pot trobar en hàbit fibrós, massiu, columnar, i en masses globulars i agulles entrellaçades. La seva duresa a l'escala de Mohs és de 2, sent un mineral tou.
Segons la classificació de Nickel-Strunz, la livingstonita pertany a «02.JA: Sulfosals de l'arquetip PbS, derivats de la galena amb poc o gens de Pb» juntament amb els següents minerals: benjaminita, borodaevita, cupropavonita, kitaibelita, makovickyita, mummeïta, pavonita, grumiplucita, mozgovaita, cupromakovickyita, kudriavita, cupromakopavonita, dantopaita, cuprobismutita, hodrušita, padĕraita, pizgrischita, kupčíkita, schapbachita, cuboargirita, bohdanowiczita, matildita i volynskita.

## Formació i jaciments
Es forma omplint filons hidrotermals de baixa temperatura. Sol trobar-se associada a altres minerals com: sofre nadiu, estibina, guix o cinabri.